# Anchorman - La leggenda di Ron Burgundy
Anchorman - La leggenda di Ron Burgundy (Anchorman: The Legend of Ron Burgundy) è un film del 2004 diretto da Adam McKay.

## Trama
Nel 1977, Ron Burgundy è il famoso conduttore di una stazione televisiva locale di San Diego, il fittizio canale 4 KVWN. Lavora insieme ai suoi amici, che conosce fin dall'infanzia, nella squadra delle notizie: il capo reporter Brian Fantana, il telecronista sportivo Champ Kind e il meteorologo Brick Tamland.
Il direttore della stazione Ed Harken informa la squadra che hanno mantenuto il loro status di programma di notizie più seguito di San Diego, il che li porta a organizzare una festa selvaggia, dove Burgundy tenta senza successo di rimorchiare una bellissima donna bionda, Veronica Corningstone. Harken in seguito informa la squadra che sono stati costretti ad assumere la Corningstone; dopo una serie di tentativi infruttuosi da parte della squadra di sedurla, alla fine la donna cede e accetta un "tour professionale" della città con Burgundy, che culminerà in una relazione sessuale. Nonostante il conduttore inizialmente accetti di mantenere segreta la loro relazione, Burgundy in seguito lo annuncia in onda, facendo infuriare Veronica.
Dopo che una lite con un motociclista termina con il suo amato cane, Baxter, che viene scaraventato giù dal San Diego-Coronado Bridge, Ron arriva in ritardo al lavoro. Veronica lo sostituisce per la diretta, ricevendo ascolti più alti di quelli che Ron riceve di solito e di conseguenza la coppia si lascia quando Burgundy si lamenta del suo successo; quando Veronica viene promossa a co-conduttrice, con grande disappunto della squadra maschile, ha inizio una vera e propria guerra tra uomini e donne.
Depresso, il team decide di acquistare nuovi completi, ma Tamland li fa accidentalmente perdere in una zona poco raccomandabile della città; finiscono così per azzuffarsi con il rivale di Burgundy, Wes Mantooth, e altri team di giornalisti televisivi (tra cui il team di Channel Two News, quello di Public News e quello in lingua spagnola), per poi essere messi in fuga dalla polizia. Rendendosi conto che avere una co-conduttrice donna sta mettendo a dura prova la loro reputazione, Burgundy inizia un'altra accesa discussione con la Coringstone, che culmina in una rissa fisica dopo che lei gli insulta i capelli.
Dopo che uno dei suoi colleghi la informa che Burgundy leggerà qualsiasi cosa scritta sul gobbo, Veronica si intrufola nella stazione e cambia il testo per vendetta. Il giorno dopo, Burgundy (ignaro di ciò che sta dicendo) conclude la trasmissione con "Vai a farti fottere, San Diego!", invece della sua battuta di chiusura distintiva, "Vivi con classe, San Diego!", scatenando una folla inferocita fuori dallo studio e costringendo Harken a licenziarlo.
Rendendosi conto di aver esagerato, Corningstone telefona a Burgundy per scusarsi, ma non riesce a parlargli. Ron, ormai disoccupato, senza amici e fortemente odiato dal pubblico, cade in depressione  mentre Veronica si gode la sua nuova fama, sebbene Fantana, Kind e Tamland lavorino con lei a malincuore, poiché Harken ha proibito loro di parlare con Burgundy, altrimenti verrebbero licenziati anche loro.
Tre mesi dopo, un panda allo zoo locale sta per partorire e ogni troupe di San Diego si precipita allo zoo per raccontare la storia. Nel tentativo di sabotarla, un conduttore rivale spinge Veronica in un recinto per orsi Kodiak. Quando Harken non riesce a rintracciarla, recluta e riassume Burgundy.
Una volta allo zoo, Burgundy, con il morale personale ristabilito, salta nel recinto degli orsi per salvare Veronica assieme al resto della troupe, mentre il pubblico guarda impotente. Proprio quando un orso sta per attaccare, Baxter, che è miracolosamente sopravvissuto alla caduta dal ponte, interviene e fa indietreggiare l'animale. Mentre il gruppo esce dalla fossa, Mantooth minaccia di fare cadere Burgundy di nuovo dentro alla fossa degli orsi, ma nonostante l'astio nei confronti del rivale, ammette alla fine di rispettarlo e lo tira fuori in salvo.
Dopo che Burgundy e Veronica si riconciliano, viene mostrato che negli anni a venire, Fantana diventa il conduttore di un reality show della Fox chiamato Intercourse Island, Tamland è sposato, ha 11 figli ed è uno dei principali consiglieri politici di George W. Bush, Kind è un commentatore per la NFL prima di essere licenziato dopo essere stato accusato da Terry Bradshaw di molestie sessuali, e Burgundy e Veronica sono co-conduttori del World News Center in stile CNN (Burgundy conclude il film con una versione leggermente diversa della sua battuta finale, "Vivi con classe, Pianeta Terra!").

## Camei
Il film vanta alcuni cameo, di Danny Trejo, Tim Robbins, dello stesso regista Adam McKay e di membri del Frat Pack come Ben Stiller, Jack Black, Luke Wilson e Vince Vaughn.

## Citazioni e riferimenti
Nel commento al film, il regista McKay chiede insistentemente all'attore Will Ferrell di partecipare a un progetto intitolato Eskimo in New York, ma l'attore infine declina l'offerta spiegando che secondo lui il risultato finale non sarebbe di buona qualità. Si tratta di un riferimento ad Atuk, un film mai girato tratto dal romanzo satirico L'incomparabile Atuk di Mordecai Richler, cui è legata una leggenda metropolitana riguardo ad una presunta maledizione che colpirebbe chi ha a che fare con la sua realizzazione.
Il protagonista, in una scena in cui si esibisce in un locale, accenna brevemente ad Aqualung, celebre brano dei Jethro Tull.

## Sequel
Nel 2013 è stato realizzato un sequel, intitolato Anchorman 2 - Fotti la notizia.